# 극우 추적단
극우 추적단은 2025년 초에 결성된 비공식 시민단체로, 극우 성향의 온라인 활동을 감시·기록하고 유튜브 등 소셜미디어 및 법률 기관에 신고하여 수익 창출을 차단하는 것을 목적으로 한다.

## 연혁
2025년 1월 - 12·3 계엄 사태 및 서부지법 난동 사태를 계기로 활동 시작
2025년 2월 - X 계정 '@movek99'를 통해 본격 활동 시작
2025년 3월 - 카카오톡·텔레그램 오픈채팅방에 100여 명 참여

## 활동
감시: 온라인 커뮤니티, 유튜브 채널, 오픈채팅방 모니터링
신고: 플랫폼 신고 및 경찰청 등 법률 기관에 자료 제출
공론화: 언론 보도 및 SNS 게시를 통한 활동 성과 공유
2025년 2월 15일 열린 광주 윤석열 탄핵 반대 집회 때, 전국 교회에서 버스 대절해서 인원을 동원할 것으로 보고 추적하였다. 총 64대의 버스가 동원됐다고 분석하였다. 관광버스에 45명이 탈 수 있기에 최대 약 3000명이 되며 총 시위 인원은 경찰 추산으로 3만명이였다.

## 영향
극우 추적단의 활동 이후, 일부 극우 유튜버들은 수익 창출 중단으로 인해 계정 활동을 중단하거나, 신고를 우려하여 과격한 영상 콘텐츠를 스스로 삭제하는 사례가 나타나고 있다. 또한, 감시 대상인 오픈 채팅방 내에서도 과격한 표현이나 혐오 발언에 대한 자정 작용이 나타나는 긍정적인 변화도 감지되고 있다고 한다. JTBC, 노컷뉴스, 경향신문 등 주요 매체의 보도로 인지도가 높아졌다.

## 관련 문서
- 대한민국의 뉴라이트

## 참조
1. ↑  “[단독]극우 유튜버 돈줄이 잘린다…'극우추적단', 감시 나선 이유는”. CBS NoCut News. 2025년 4월 14일.
2. ↑  “카운터스(극우 추적단) (@movek99)”. X.
3. ↑  “‘극우추적단’이 떴다···극우 폭력·허위사실 막고 ‘유튜브 수익’도 차단”. 경향신문. 2025년 3월 5일.
4. ↑  “[단독]극우 유튜버 돈줄이 잘린다…'극우추적단', 감시 나선 이유는”. CBS NoCut News. 2025년 4월 14일.
5. ↑  “'카운터스'라는 이름으로 활동하는 추적단”. 노원뉴스. April 2025.
6. ↑  “돈줄부터 친다…극우 유튜버 감시하는 '극우추적단'”. JTBC. 2025년 4월.
7. ↑  “극우추적단이란 단체가 매우 흥미롭네요. : MLBPARK”. 2025년 5월 4일에 확인함.
8. ↑  “"극우 유튜버 박멸에 효과를 보이고 있는 '극우 추적단 카운터스'"”. 노원뉴스. April 2025.
9. ↑  “""돈줄부터 친다"…극우 유튜버 감시하는 '극우추적단'"”. JTBC. April 2025.